# Округ Ханд (Јужна Дакота)
Ханд (енгл. Hand County) је округ у америчкој савезној држави Јужна Дакота.

## Демографија
По попису из 2010. године број становника је 3.431, што је 310 (-8,3%) становника мање него 2000. године.
| Група             | 2000.         | 2010.         |
| Белци             | 3.709 (99,1%) | 3.368 (98,2%) |
| Афроамериканци    | 1 (0,0%)      | 3 (0,1%)      |
| Азијати           | 3 (0,1%)      | 9 (0,3%)      |
| Хиспаноамериканци | 11 (0,3%)     | 19 (0,6%)     |
| Укупно            | 3.741         | 3.431         |